# Рут Фіннеґан
Рут Гі́ларі Фі́ннеґан (англ. Ruth Hilary Finnegan; 30 грудня 1933, Північна Ірландія, Велика Британія) — британська атропологиня і фольклористка.  
У 1959–1963 роках навчалась в Оксфордському університеті (доктор філософії) .  
Як соціолог і антрополог займалась дослідженнями на півночі Сьєрра-Леоне протягом 13 місяців, у Суві на Фіджі у 1977 р. та у Великій Британії (1980, 1982).  
Коло наукових інтересів Рут Фіннеґан охоплює усну традицію, літературу і фольклор, соціологію та мови.  
За результатами своїх досліджень Рут Фіннеґан написала академічні праці, серед яких:
- Limba Stories and Story-telling (1967),
- Oral Poetry: Its Nature, Significance and Social Context (1977),
- The Hidden Musicians: Music-making in an English Town (1989),
- Tales of the City: A Study of Narrative and Urban Life (1998).